# بات دان
بات دان (17 مارس 1931 - 11 نوفمبر 1975 بشيكاغو في الولايات المتحدة) (بالإنجليزية: Pat Dunn)‏ هو لاعب كرة سلة أمريكي في مركز مدافع مسدد الهدف. لعب مع غولدن ستايت ووريورز وفيلادلفيا ووريورز ‏.

## وصلات خارجية
- بات دان على موقع إن بي أي (الإنجليزية)
- بات دان على موقع سبورتس رفرنس (الإنجليزية)
- بات دان على موقع كلية كرة السلة في سبورتس رفرنس.كوم (الإنجليزية)
- بات دان على موقع ريلجم (الإنجليزية)
- بات دان على موقع بروبوليرز (الإنجليزية)